# Mauro Picotto
Mauro Picotto (Cavour, 25 dicembre 1966) è un disc jockey e musicista italiano, esponente italiano di fama mondiale della musica techno e trance.
Per nove anni consecutivi (2000–2008) è stato presente nella prestigiosa classifica Top100Djs della rivista Dj Magazine con il piazzamento più alto al n°8 nel 2001, posizione più alta mai raggiunta da un artista italiano.

## Biografia
Nasce a Cavour, una cittadina nell'odierna città metropolitana di Torino, da una famiglia di proprietari di cave. Fa il dj dal 1985 e nel 1989 vince la gara DMC organizzata su Italia 1. Inizia la sua carriera di dj internazionale con il progetto R.A.F. nel 1991. Negli anni novanta sarà uno dei dj italiani più in auge nell'ambito della techno, soprattutto con i progetti del produttore discografico di Media Records Gianfranco Bortolotti.
Ha lavorato con molti esponenti della musica dance, tra cui Gigi D'Agostino. Una delle loro collaborazioni è sfociata nel disco Angel Symphony del 1996, caratterizzato da un beat progressive trance o, scendendo nello specifico, mediterranean progressive.
Del 2000 è il brano Komodo (Save a Soul), che include una campionatura da Sweet Lullaby dei Deep Forest. Nel 2002 esce l'album The Others. Nel 2005 si stacca dalla Media Records per fondare la sua etichetta, la Alchemy. Attualmente la Alchemy conta al suo seguito artisti come Adam Beyer, Danilo Vigorito, Gabry Fasano e molti altri DJs che suonano techno.

## Discografia

### Album in studio
- 2000 - The Album
- 2002 - The Others
- 2006 - Superclub
- 2007 - Now & Then
- 2010 - 2010

### Live
- 2002 - Live in Ibiza

### Singoli
- 1996 - My House/Bakerloo Symphony
- 1996 - Angel's Symphony
- 1996 - Ocean Whispers
- 1998 - Lizard
- 1999 - Lizard (Gonna Get You)
- 1999 - Iguana
- 1999 - Pulsar
- 2000 - Komodo
- 2000 - Bug/Eclectic
- 2000 - Come Together
- 2000 - Pegasus
- 2000 - Proximus
- 2001 - Like This Like That
- 2001 - Verdi
- 2000 - Pulsar
- 2002 - Back to Cali
- 2003 - Alchemist
- 2004 - New Time New Place
- 2005 - Funky Time
- 2007 - Maybe, Maybe Not
- 2007 - Evribadi
- 2020 - Fly

## Premi e riconoscimenti
- German Dance Awards: Best International DJ, Best Producer, Best Radio Hit
- Danish Dance Awards: Best International DJ
- Ericsson Swiss Dance Awards: Best International DJ
- BBm Magazine Irish Dance Awards: Best International DJ
- Deejay Magazine Spanish Dance Awards Best International DJ
- TMF Dutch Dance Awards: Best International DJ
- RTÉ 2fm Irish Dance Music Awards: Best International DJ
- DJ Awards 2005 Ibiza: Winner
- Voted in the Top 100 DJs in TheDJList.com (USA) and DJ Mag (UK)
- Disco d'oro in Germania per Komodo (Save a soul)[3]